# Kriech-Wacholder
Der Kriech-Wacholder (Juniperus horizontalis) ist eine Pflanzenart aus der Familie der Zypressengewächse (Cupressaceae). Sie ist im nördlichen Nordamerika heimisch.

## Beschreibung

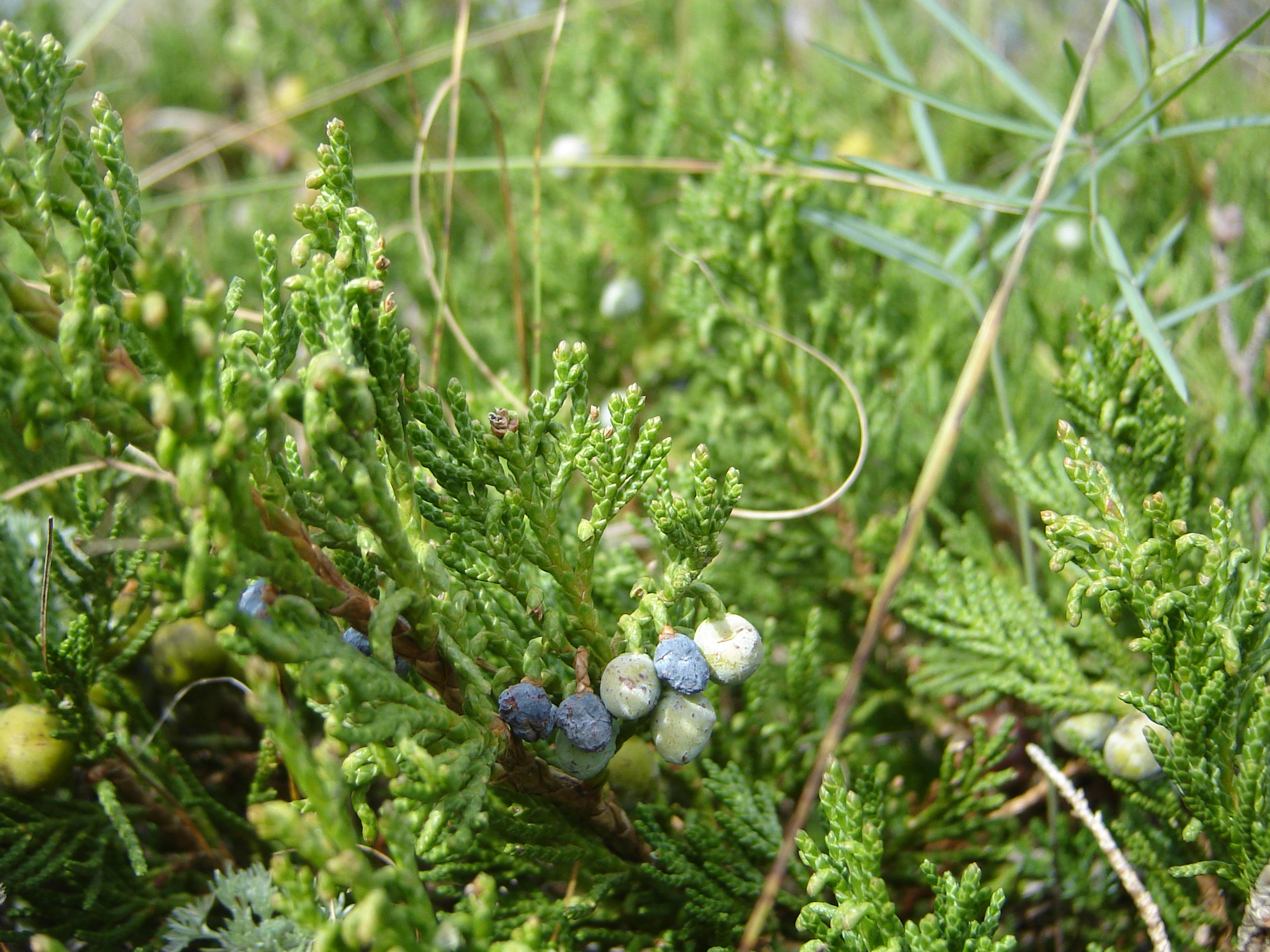
Zweig mit reifen und unreifen Beerenzapfen

Der Kriech-Wacholder wächst als immergrüner, niedriger Strauch. Die Zweige gehen gerade von den kriechenden Ästen ab. Die glatte, braune Borke der dünnen Zweige blättert in dünnen Streifen und jene der dickeren Äste in breiten Streifen oder Platten ab.
Die Art bildet zwei Arten von Blättern aus. Alle sind im Sommer grün und verfärben sich im Winter rötlich purpur. Sie haben weiters einen ganzrandigen Blattrand und weisen an der Unterseite eine eiförmige Drüse auf. Die spitzen Blätter werden 4 bis 8 Millimeter lang. Die schuppenartigen Blätter werden 1,5 bis 2 Millimeter lang und überlappen sich meist bis zu einem Drittel ihrer Gesamtlänge. Sie haben eine abgerundet-stumpfe bis spitz zulaufende Spitze.
Der Kriech-Wacholder ist zweihäusig-getrenntgeschlechtig (diözisch) und die Beerenzapfen reifen meist erst im zweiten Jahr. Sie stehen in der Regel an einem gebogenen Stiel und sind bei einem Durchmesser von 5 bis 7 Millimetern kugelig bis eiförmig geformt. Zur Reife hin sind sie blauschwarz bis bräunlich blau gefärbt und sind hell bereift. Jeder der weichen und harzigen Zapfen trägt ein bis drei Samen. Jedes Samenkorn wird 4 bis 5 Millimeter lang.
Die Chromosomenzahl beträgt 2n = 22.

## Verbreitung und Standort

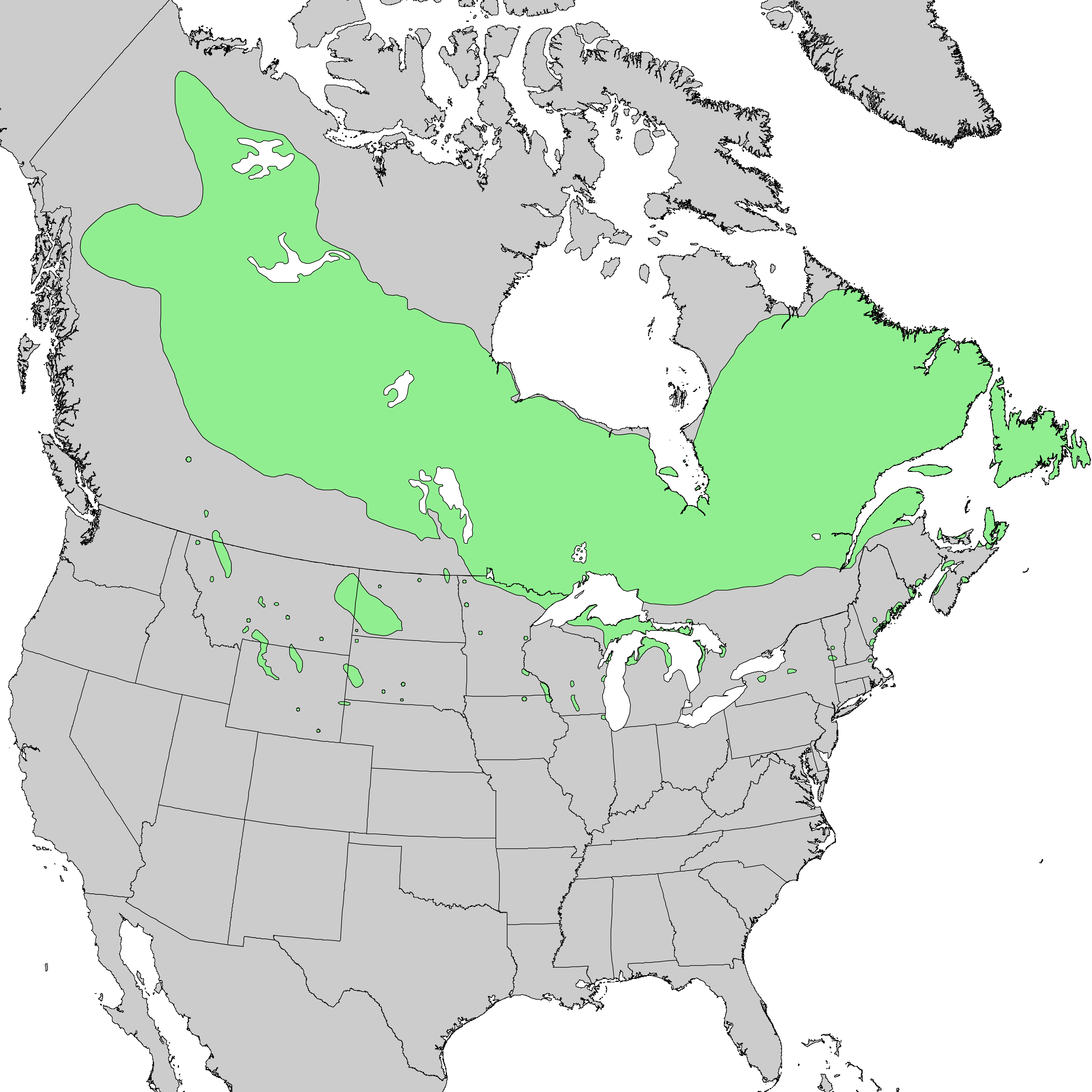
Karte des Verbreitungsgebietes

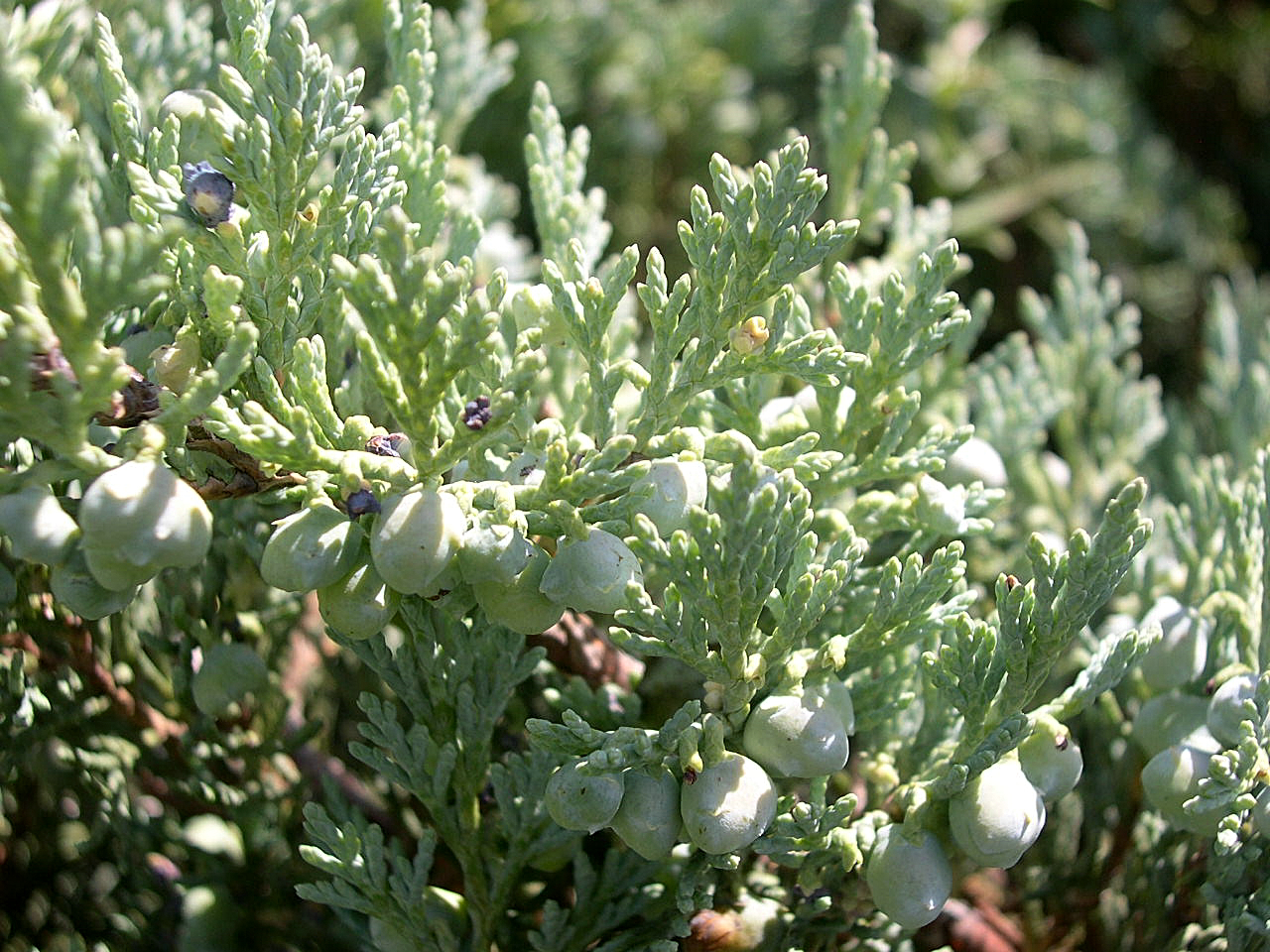
Kriech-Wacholder (Juniperus horizontalis)

Das natürliche Verbreitungsgebiet des Kriech-Wacholders umfasst das gesamte Kanada, die Inselgruppe Saint-Pierre und Miquelon sowie die nördlichen Bundesstaaten der USA. In den USA findet man ihn von Alaska im Norden bis nach Massachusetts im Süden.
Die Art gedeiht von Meereshöhe bis in Höhenlagen von 1000 Metern. Man findet sie auf Hängen, Sanddünen, in Prärien, an Aufschlüssen sowie entlang von Flussbetten. Sie wächst auf sandigen und kiesigen Böden.

## Nutzung
Der Kriech-Wacholder wird als Zierstrauch angepflanzt.

## Systematik
Die Erstbeschreibung als Juniperus horizontalis erfolgte 1794 durch Conrad Moench in "Methodus Plantas Horti Botanici et Agri Marburgensis : a staminum situ describendi", Seite 699. Ein Synonym für Juniperus horizontalis Moench ist Sabina horizontalis (Moench) Rydb.
Die Art ist nahe mit dem Rocky-Mountain-Wacholder (Juniperus scopulorum) und mit dem Virginischen Wacholder (Juniperus virginiana) verwandt und bildet mit diesen auch Hybride aus. Die Hybride mit dem Rocky-Mountain-Wacholder wird als Juniperus × fassettii B.Boivin bezeichnet.

## Gefährdung und Schutz
Juniperus horizontalis wird in der Roten Liste der IUCN als „nicht gefährdet“ eingestuft. Es wird jedoch darauf hingewiesen das eine erneute Überprüfung der Gefährdung notwendig ist.